# Teucholabis (Teucholabis) sackeni
Teucholabis (Teucholabis) sackeni is een tweevleugelige uit de familie steltmuggen (Limoniidae). De soort komt voor in het Neotropisch gebied.